# Тура Лука
Тура Лука (слч. Turá Lúka) је градска четврт града Мијаве на Мијавском брђу у горњем току реке Мијавe. Лежи на путу II разреда бр. II/58 три километра западно од града.

## Историја
Први писмени податак потиче из 1580. године. Припадала је господству замка Бранч. Године 1672. је дошло до побуне против насилне рекатолизације. Ту се родио познати словачки архитект Душан Јуркович и деловао је Самуел Јуркович као и језикословац Даниел Крман.
У општини постоји класична црква из 1793. и споменик на помен погубљених евангелика 1672. Ту су се очували неки народни обичаји као песме и игре, а у прошлости је Тура Лука била позната по везу и чипкама.
Излаз је на замак Бранч, а од 1980. године је саставни део града Мијаве.